# Еникьой (вилает Чанаккале)
 За други села с това име вижте Еникьой.  
Еникьой (на турски: Yeniköy) е село в Източна Тракия, Турция, Вилает Чанаккале.

## География
Селото се намира на Галиполския полуостров, на 14 километра северозападно от град Галиполи.

## История
В 19 век Еникьой (Неохори) е гръцко село в Галиполски санджак на Одринския вилает на Османската империя. След Гръцко-турската война се заселват помаци от Поляни, Мъгленско.